# Ribeirão Sabará
Ribeirão Sabará är ett vattendrag i Brasilien.   Det ligger i delstaten Minas Gerais, i den sydöstra delen av landet, 700 km öster om huvudstaden Brasília.
Omgivningarna runt Ribeirão Sabará är huvudsakligen savann. Runt Ribeirão Sabará är det glesbefolkat, med 18 invånare per kvadratkilometer.